# Prata di Pordenone
Prata di Pordenone (friülà Prate) és un municipi italià, dins de la província de Pordenone. L'any 2007 tenia 8.164 habitants. Limita amb els municipis de Brugnera, Mansuè (TV), Pasiano di Pordenone, Porcia, Pordenone i Portobuffolé (TV).

## Administració
| Període | Identitat      | Partit       |
| ------- | -------------- | ------------ |
| 2004-   | Nerio Belfanti | Forza Italia |